# آنا من بروسيا
دوقة آنا من بروسيا ويوليش-كليفه-برغ (3 يوليو 1576 - 30 أغسطس 1625)؛ كانت ناخبة براندنبورغ القرينة بزواجها من يوهان زيغسمونت، وأيضا أصبحت لاحقاً دوقة بروسيا القرينة ودوقة كليفه وكونتيسة مارك القرينة؛ فهي الابنة الكبرى لـ ألبرشت فريدرش، دوق بروسيا وماري إليونور من كليفه.

## حياتها
تزوجت آنا من يوهان زيغسمونت في 30 أكتوبر 1594، قبل زواجهما أشارت والدته كاترين من براندنبورغ-كوسترين على اعتبرها أنها ليست جميلة، ولكن زواجهما كان زواج سياسي بحتاً وذلك من أجل ضمان دمج دوقية بروسيا مع انتخابية براندنبورغ من خلالها، بحيث لم يكن لديه أخوة الذكور في ذاك الوقت، مما جعل هذا الزواج ذات أهمية سياسية استثنائية، لأن آنا لم تكن وريثة بروسيا فقط بل تكون الوريث المتوقع لـ يوليش كليفه برغ وفضلاً عن مارك ورافنسبيرغ.
وصفت بأنها كانت متفوقة فكرياً على زوجها بحيث كانت مزاجية وقوية الإرادة، وقاتلت بنفسها من أجل تأمين حقوقها في الخلافة لمختلف الأراضي والإقطاعيات، وأيضا تفاوضت مع منافسيها، وفي 1612 وضعت مطالبها أمام الإمبراطور، وبعد تحول زوجها إلى الكالفينية، ظلت هي على مذهبها اللوثرية بحيث أصبحت الحامية والمتحدثة بها، وأيضا لعبت دوراً هاماً خلال عهد ابنها بحيث عارضت هابسبورغ، وأيضا زوجت ابنتها ماري إليونورا إلى غوستاف الثاني أدولف ملك السويد؛ رغم معارضة ابنها لذلك في 1620.

## الأبناء
في 30 أكتوبر 1594، تزوجت من يوهان زيغسمونت؛ وأنجبت له ثمانية أبناء:-
- غيورغ فيلهلم (13 نوفمبر 1595 - 1 ديسمبر 1640)؛ خلفه.
- آنا صوفيا (15 مارس 1598 - 19 ديسمبر 1659)؛ تزوجت من فريدرش أولريخ، دوق براونشفايغ-فولفنبوتل.
- ماري إليونورا (11 نوفمبر 1599 - 28 مارس 1655)؛ تزوجت من غوستاف الثاني أدولف، ملك السويد، وهما والدا كرستينا ملكة السويد.
- كاتارينا (28 مايو 1602 - 27 أغسطس 1644)؛ تزوجت من غاربييل بتلن، أمير ترانسيلفانيا وثانياً من فرانتس كارل دي ساكس-لاونبورغ.
- يواكيم سيغيسموند (25 يوليو 1603 - 22 فبراير 1625).
- أغنيس (31 أغسطس 1606 - 12 مارس 1607).
- يوهان فريدرش (18 أغسطس 1607 - 1 مارس 1608).
- ألبرشت كريستيان (7-14 مارس 1609).